# Susanne Hilger (Historikerin)
Susanne Hilger (* 16. August 1965 in Gummersbach) ist eine deutsche Historikerin.
Susanne Hilger studierte von 1985 bis 1992 Verfassungs-, Sozial- und Wirtschaftsgeschichte, Kunstgeschichte und neuere Germanistik an der Universität Bonn und war anschließend bis 1996 wissenschaftliche Mitarbeiterin am Lehrstuhl für Wirtschafts-, Sozial- und Unternehmensgeschichte der Universität Erlangen-Nürnberg. 1996 folgte die Promotion zum Dr. rer. pol. mit einer Dissertation über Sozialpolitik und Unternehmensorganisation in der rheinisch-westfälischen Eisen- und Stahlindustrie. Danach war sie bis 2002 wissenschaftliche Assistentin am Lehrstuhl für Wirtschafts-, Sozial- und Unternehmensgeschichte der Universität Erlangen-Nürnberg. 1997 wurde ihr für die beste Dissertation der Karl-Giehrl-Preis der Universität Erlangen-Nürnberg verliehen. 2002 erfolgte die Habilitation mit einer Arbeit über die „Amerikanisierung“ deutscher Unternehmen nach dem Zweiten Weltkrieg. Von 2002 bis 2004 war sie Privatdozentin für Wirtschafts-, Sozial- und Unternehmensgeschichte sowie Oberassistentin am Lehrstuhl für Wirtschafts-, Sozial- und Unternehmensgeschichte der Universität Erlangen-Nürnberg. Von 2004 bis 2013 bekleidete sie eine Hochschuldozentur für Wirtschaftsgeschichte der Neuzeit an der Universität Düsseldorf und war mit der Leitung der Abteilung für Wirtschaftsgeschichte betraut. Sie leitete die PwC-Stiftung Jugend – Bildung – Kultur und ist seit 2017 Geschäftsführender Vorstand der „RheinEnergieStiftungen“.
Ihre Forschungsschwerpunkte sind die Industrie- und Unternehmensgeschichte des 19. und 20. Jahrhunderts, die Geschichte der Amerikanisierung, die Managementgeschichte, die Geschichte des Wettbewerbs und die Geschichte von Familienunternehmen. Sie gehört zu den Autoren des von den Stadtarchivaren Clemens von Looz-Corswarem und Benedikt Mauer 2012 herausgegebenen enzyklopädischen Nachschlagewerks Das große Düsseldorf-Lexikon.

## Schriften (Auswahl)
- Kleine Wirtschaftsgeschichte von Nordrhein-Westfalen. Von Musterknaben und Sorgenkindern, Köln 2012.
- Die „Amerikanisierung“ deutscher Unternehmen nach dem Zweiten Weltkrieg (= Vierteljahrschrift für Sozial- und Wirtschaftsgeschichte, Beihefte, Bd. 173), Stuttgart 2004.
- mit Wilfried Feldenkirchen: Menschen und Märkte. 125 Jahre Henkel KGaA, Düsseldorf 2001.
- mit Wilfried Feldenkirchen: Louis Leitz, München 2000.
- Sozialpolitik und Organisation. Formen betrieblicher Sozialpolitik in der rheinisch-westfälischen Eisen- und Stahlindustrie seit der Mitte des 19. Jahrhunderts (1850–1933) (= Zeitschrift für Unternehmensgeschichte. Beihefte, Bd. 94), Stuttgart 1996.

Herausgeberschaften
- mit Horst A. Wessel: Unternehmen im Wettbewerb. Gedenkschrift für Wilfried Feldenkirchen (1947–2010). Stuttgart 2020.
- mit Achim Landwehr: Wirtschaft – Kultur – Geschichte. Positionen und Perspektiven, Stuttgart 2011.
- mit Ulrich S. Soénius: Netzwerke – Nachfolge – Soziales Kapital. Familienunternehmen im Rheinland im 19. und 20. Jahrhundert (= Schriften zur rheinisch-westfälischen Wirtschaftsgeschichte, Bd. 47), Köln 2009.
- mit Wilfried Feldenkirchen, Kornelia Rennert: Geschichte – Unternehmen – Archive. Festschrift für Horst A. Wessel zum 65. Geburtstag, Essen 2008.
- „Kapital und Moral“. Ökonomie und Verantwortung in historisch-vergleichender Perspektive, Köln/Weimar 2007.